# Quincy Jones

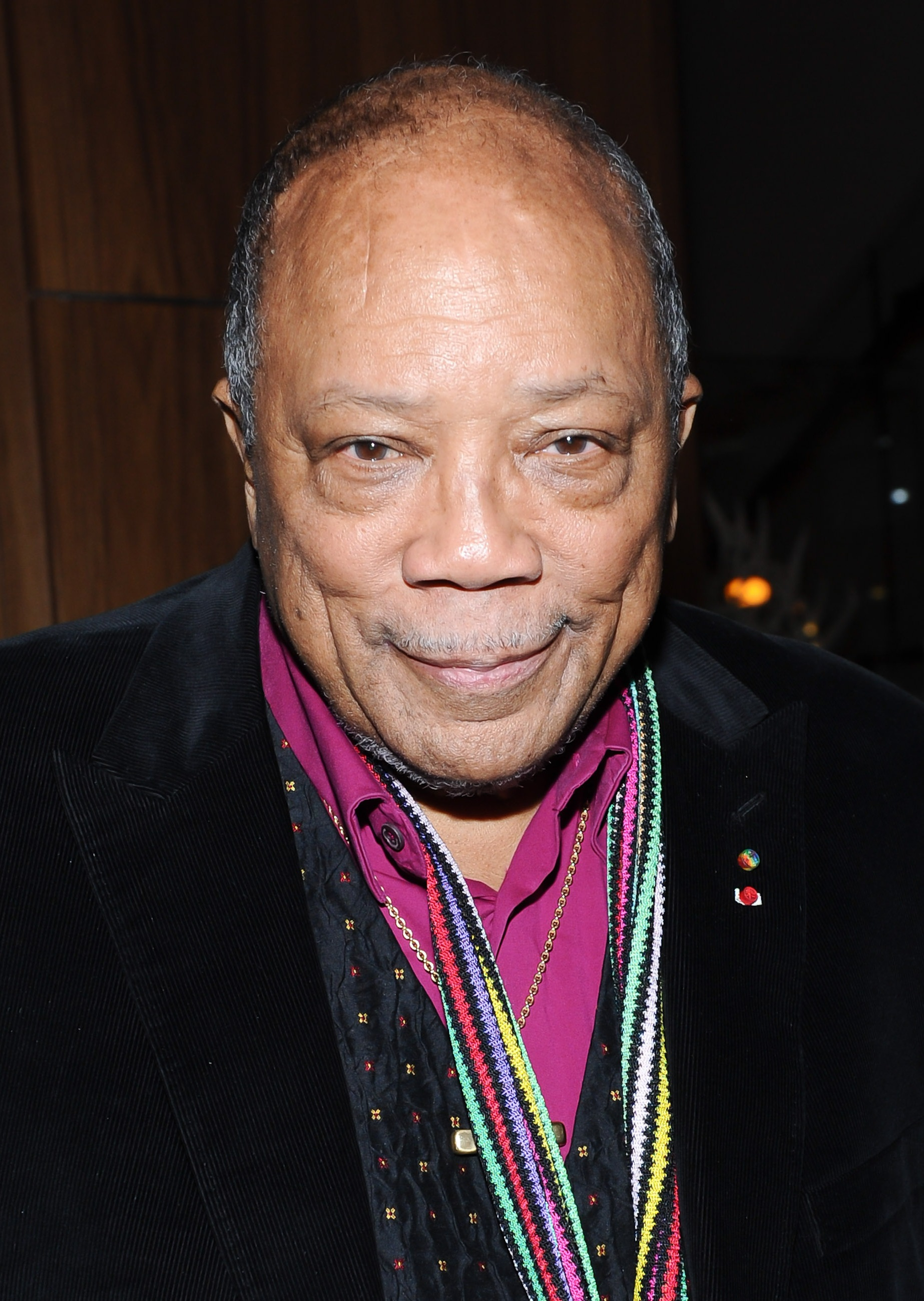
Quincy Jones, 2014

Quincy Delight Jones Jr. (* 14. März 1933 in Chicago, Illinois; † 3. November 2024 in Los Angeles, Kalifornien) war ein amerikanischer Musikproduzent, Komponist, Jazztrompeter, Arrangeur und Bandleader.
Er begann seine Karriere als Jazzarrangeur und Orchesterleiter, später betätigte er sich auch als Filmkomponist und Produzent für Popkünstler. Breiten Kreisen bekannt wurde er als langjähriger Produzent von Michael Jackson, dessen von Jones produziertes Album Thriller (1982) das meistverkaufte Musikalbum ist. Daneben produzierte er Musik für viele weitere Künstler unterschiedlicher Musikstile, darunter Frank Sinatra, Ray Charles, Count Basie, Donna Summer, Will Smith und Nana Mouskouri. Jones komponierte die Musik zu Kinofilmen wie Kaltblütig, In der Hitze der Nacht und Die Farbe Lila sowie Fernsehserien wie Roots und Der Chef.
Jones wurde unter anderem mit 28 Grammys, dem Emmy, dem Tony Award und dem Polar Music Prize ausgezeichnet. 1995 erhielt er den Jean Hersholt Humanitarian Award, ein spezieller Ehrenoscar für humanitäre Verdienste; 2024 folgte ein zweiter Ehrenoscar für sein Lebenswerk. Während seiner Karriere überwand er mehrere Barrieren für Afroamerikaner im Musikgeschäft, beispielsweise war er der erste Schwarze an der Führungsspitze eines Major-Labels.

## Leben

### Jugend
Quincy Jones wurde 1933 in Chicago geboren und verbrachte dort seine Kindheit. In Bremerton im Bundesstaat Washington lernte er als Teenager Ray Charles kennen, mit dem er eine kleine Combo gründete und durch die lokalen Jazz-Klubs von Seattle zog. Mit 17 bekam er ein Stipendium für das Berklee College of Music in Boston. Doch schon 1951 gab er das Studium auf, als ihn Lionel Hampton als Trompeter für eine Tournee engagierte.

### Karriere

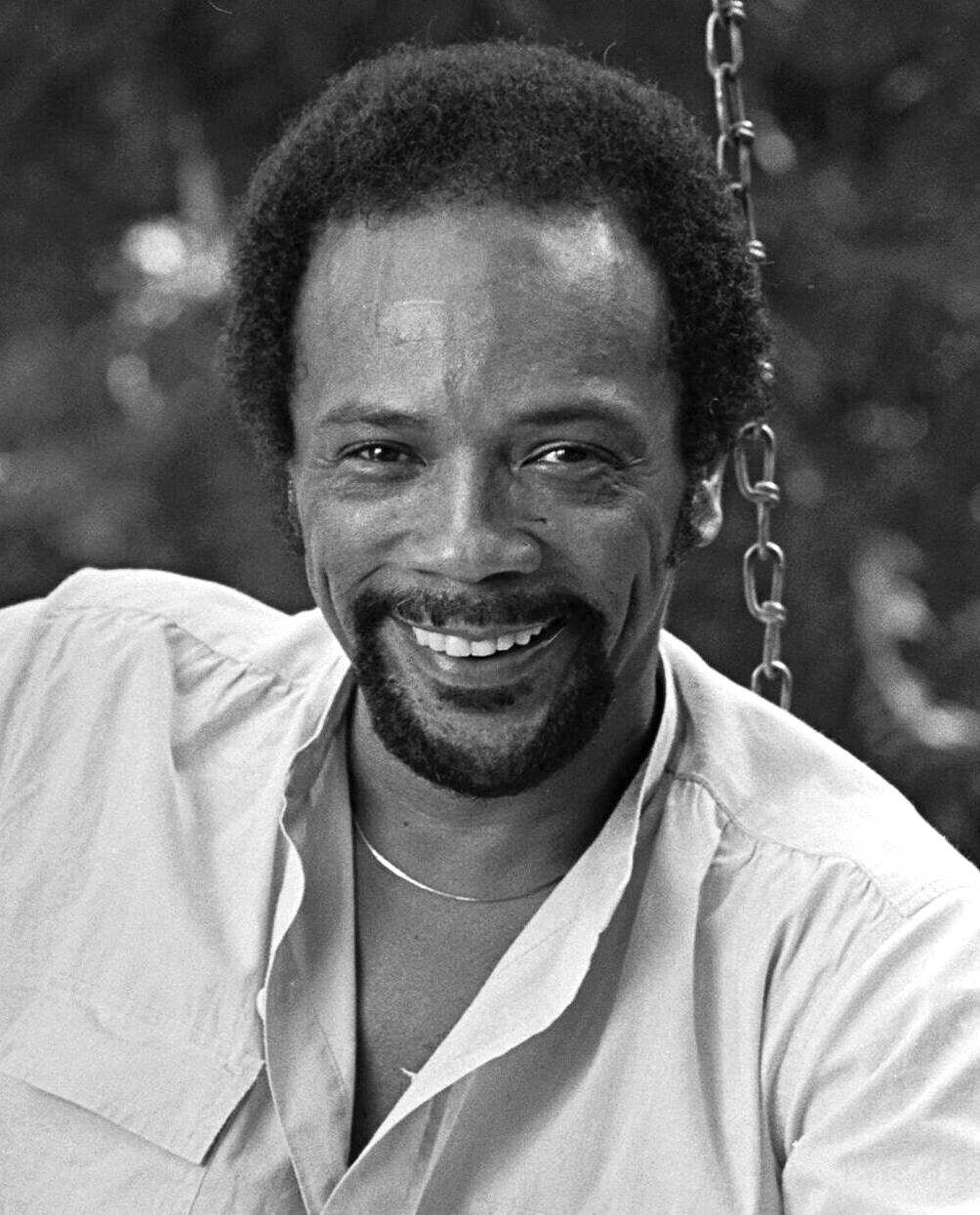
Quincy Jones, 1980

Als sich Jones beim Orchester von Lionel Hampton auch als Arrangeur erste Sporen verdient hatte, ließ er sich in New York nieder, wo er bald außer für seinen Jugendfreund Ray Charles auch Arrangements für Studioaufnahmen von Künstlern wie Count Basie, Sarah Vaughan, Duke Ellington und Gene Krupa verfasste. Dizzy Gillespie verpflichtete ihn 1956 als Orchesterleiter für eine Tournee, die unter anderem in den Nahen Osten und nach Südamerika führte.
1957 bekam er einen Vertrag bei ABC-Paramount, dort konnte er das erste eigene Album, This Is How I Feel About Jazz, veröffentlichen. Im selben Jahr ging Jones nach Paris, wo er unter anderem bei Nadia Boulanger am Amerikanischen Konservatorium in Fontainebleau seine musikalischen Studien vertiefte. Nebenher arbeitete er nun als Produzent für das Label Barclay Records, dem französischen Vertriebspartner von Mercury Records, wo er unter anderem Jacques Brel, Henri Salvador und Charles Aznavour betreute, aber auch Auslandsaufnahmen von Billy Eckstine oder Sarah Vaughan produzierte. Auch ging er mit verschiedenen Jazz-Bands in Europa auf Tournee. Im Juni 1958 leitete er das Orchester für ein Galakonzert von Frank Sinatra in Monaco, es war der Auftakt für eine langjährige Zusammenarbeit mit dem Künstler. 1959 und 1960 war er mit einer eigenen Großformation in Europa unterwegs.
Zurück in den USA wurde Jones 1961 Vizepräsident der New Yorker Abteilung von Mercury Records und Leiter von deren A & R und 1964 Vizepräsident des Labels und damit der erste Afroamerikaner in der Führungsspitze eines Major-Labels. Neben Jazz produzierte er jetzt auch Pop. Ab 1963 komponierte er auch mit Erfolg Filmmusik. Im selben Jahr gewann er seinen ersten Grammy für das Arrangement zu I Can’t Stop Loving You für das Orchester Count Basie.
1964 leitete er das Orchester und schrieb zusammen mit Billy Byers die Arrangements für das zweite gemeinsame Studioalbum It Might as Well Be Swing von Frank Sinatra und Count Basie, auf dem sich auch eine bekannte Version des Songs Fly Me to the Moon befindet, die 1969 bei der Mondlandung gespielt wurde. Als Orchesterleiter ging er zusammen mit Sinatra und Basie 1964 auch auf eine ausgedehnte fast zweijährige Konzerttournee, in deren Rahmen unter anderem das Live-Doppelalbum Sinatra at the Sands entstand (1966). 18 Jahre später, 1984, spielte Sinatra unter Jones’ Leitung sein letztes Soloalbum L.A. Is My Lady ein.
Bekannt wurde Jones vor allem für seine Arbeit als Produzent von Michael Jackson, den er Ende der 1970er Jahre traf und für den er einige seiner erfolgreichsten Alben, nämlich Off the Wall, Thriller und Bad, produzierte. Thriller ist mit zertifizierten 104 Millionen verkauften Einheiten das meistverkaufte Album.

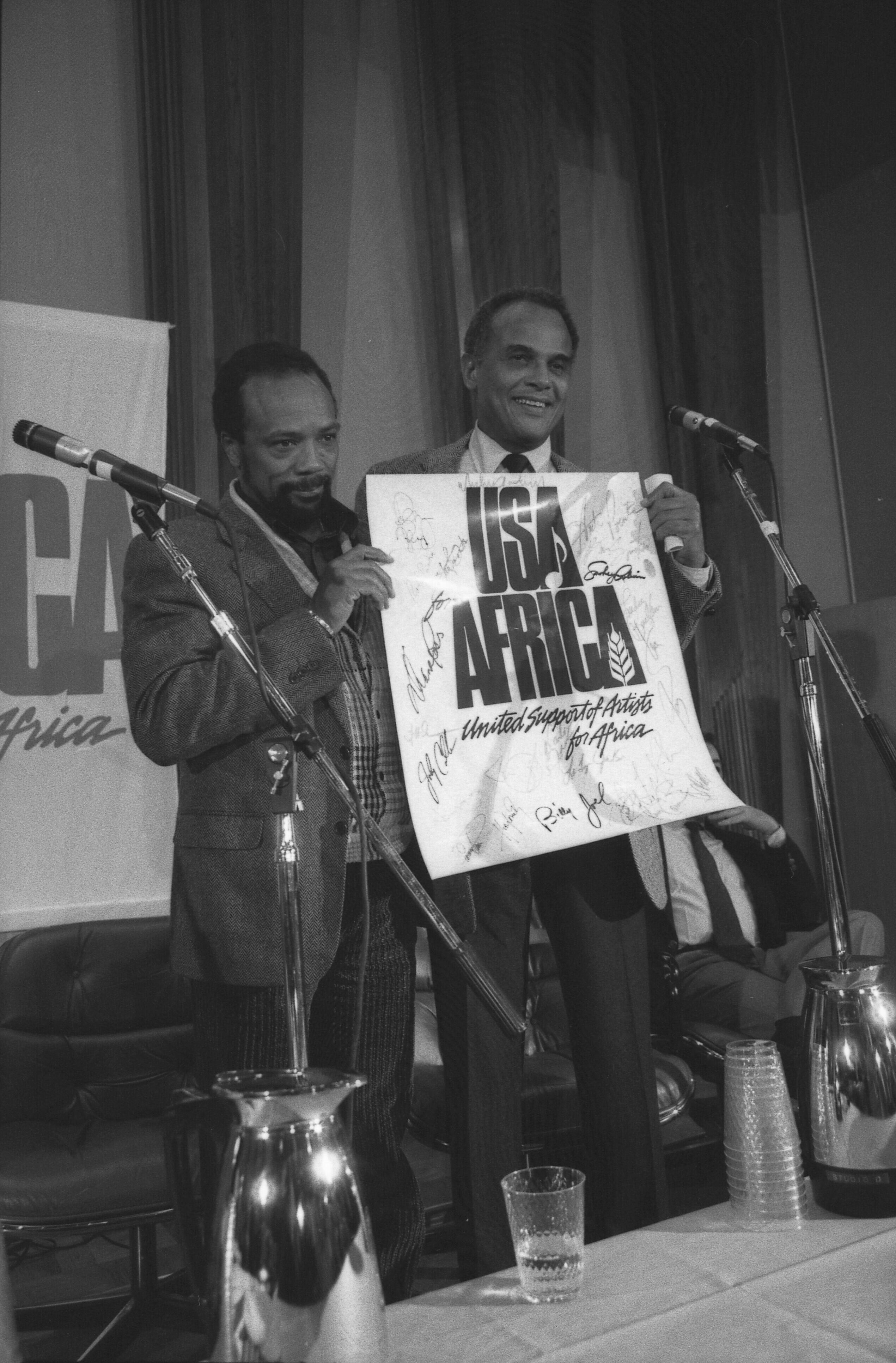
Quincy Jones (l.) und Harry Belafonte halten ein signiertes USA-for-Africa-Poster, 1985

Jones produzierte auch erfolgreiche Titel mit Aretha Franklin, Little Richard und Herbie Hancock. Des Weiteren komponierte er zahlreiche Filmmusik, bevor er sich ab Mitte der 1980er Jahre auch in Hollywood auf das Produzieren verlegte. 1985 produzierte Jones den von Michael Jackson und Lionel Richie geschriebenen Welthit We Are the World, der 50 Millionen US-Dollar zugunsten eines Hilfsfonds für Afrika einbrachte.
Im selben Jahr entstand die Romanverfilmung Die Farbe Lila, für die er die Oscar-nominierte Musik schrieb, unter anderem den mit John Lee Hooker eingespielten Titel Don’t Make Me No Never Mind. Als festen Partner hatte er bei diesen und vielen anderen Produktionen regelmäßig Songwriter Rod Temperton und den Toningenieur Bruce Swedien zur Seite, der insbesondere den Michael-Jackson-Alben zu ihrem unverwechselbaren Sound verhalf.

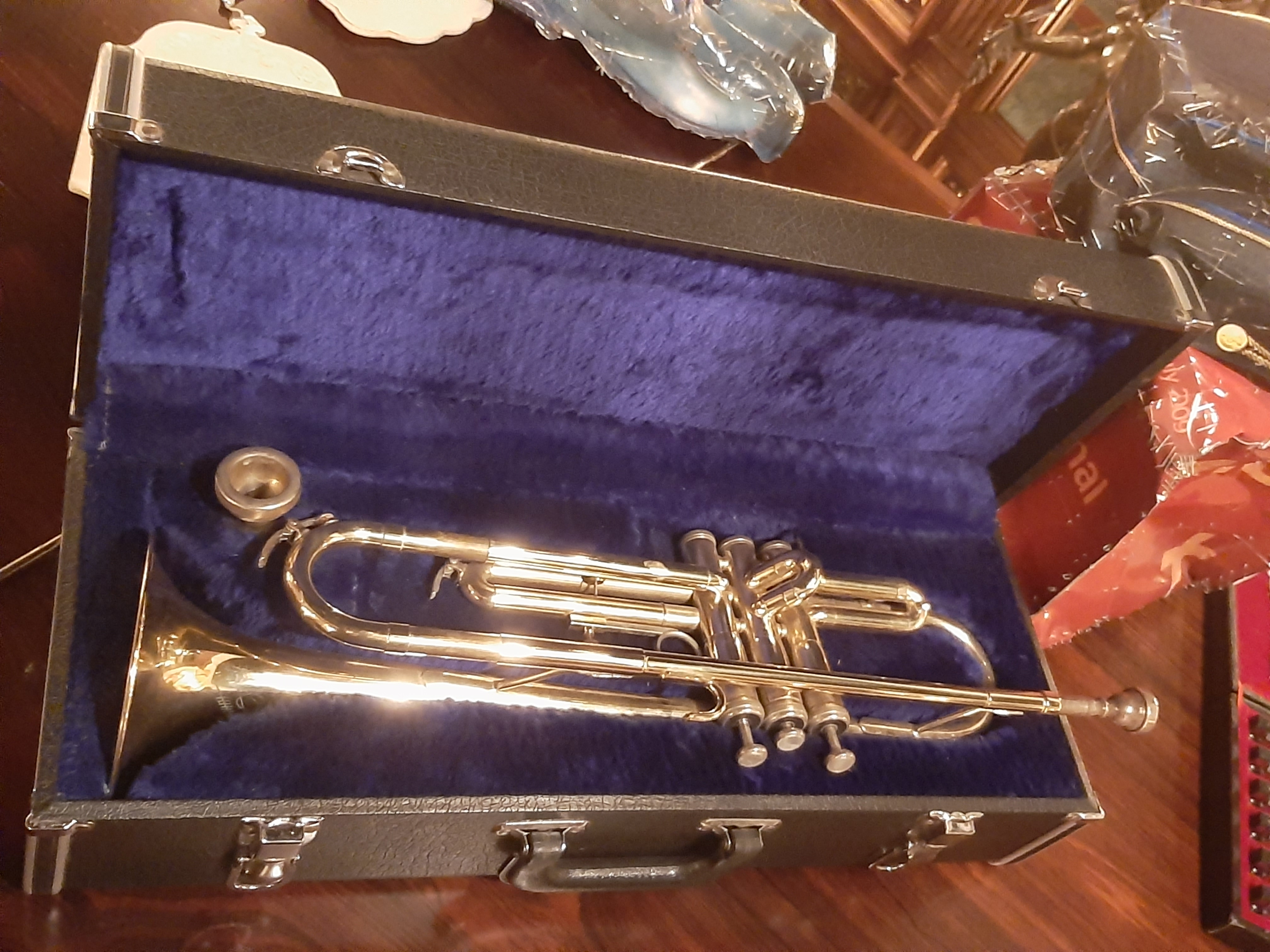
Quincy Jones’ Trompete (Geschenk an Claude Nobs)

1989 produzierte Jones das Album Back on the Block, das unter anderem eine Coverversion von Birdland enthält, bei der Ella Fitzgerald, George Benson und Joe Zawinul mitwirkten. Auf der mit einem Grammy ausgezeichneten Platte sind zudem Miles Davis, Al Jarreau, Take 6, Sarah Vaughan mit einer ihrer letzten Aufnahmen und Ray Charles zu hören.
Ab 2010 förderte Jones als Produzent und Mentor junge Musiker wie Alfredo Rodríguez, Emily Bear, Justin Kauflin, Nikki Yanofsky, Zaz, Jacob Collier und Jon Batiste. 2017 gab er bei den Jazzopen Stuttgart sein letztes großes Konzert in Deutschland und in Europa 2019 in Paris.
Schon im August 2016 hatte die BBC seine Musik mit einem Konzert in der Royal Albert Hall gewürdigt. Ende Juli 2023 feierte Jones zusammen mit anderen Musikgrößen in zwei Konzerten in der Hollywood Bowl seinen 90. Geburtstag.

### Privatleben
Jones bekam von fünf verschiedenen Frauen sechs Töchter und einen Sohn. Er war dreimal verheiratet. Von 1957 bis 1966 war er mit Jeri Caldwell verheiratet, mit der er eine Tochter bekam. Aus einer Affäre mit Carol Reynolds stammt seine zweite Tochter. 1967 bis 1974 war Jones mit dem schwedischen Model Ulla Andersson verheiratet. Aus dieser Ehe gingen eine Tochter und ein Sohn, Quincy Jones III, hervor, der ebenfalls als Musikproduzent arbeitet. In dritter Ehe war Jones von 1974 bis 1989 mit der Schauspielerin Peggy Lipton verheiratet. Aus dieser Ehe gingen die beiden Schauspielerinnen Kidada Jones und Rashida Jones hervor.
Von 1991 bis 1997 lebte Jones mit der Schauspielerin Nastassja Kinski zusammen, aus dieser Beziehung stammt die gemeinsame Tochter Kenya Kinski-Jones, die als Model bekannt wurde.
Quincy Jones starb am 3. November 2024 im Alter von 91 Jahren in seinem Zuhause in Bel Air. Die Beerdigung fand eine Woche später im engsten Familienkreis statt. Eine größere Trauerfeier soll zu einem späteren Zeitpunkt folgen.

## Auszeichnungen und Rezeption

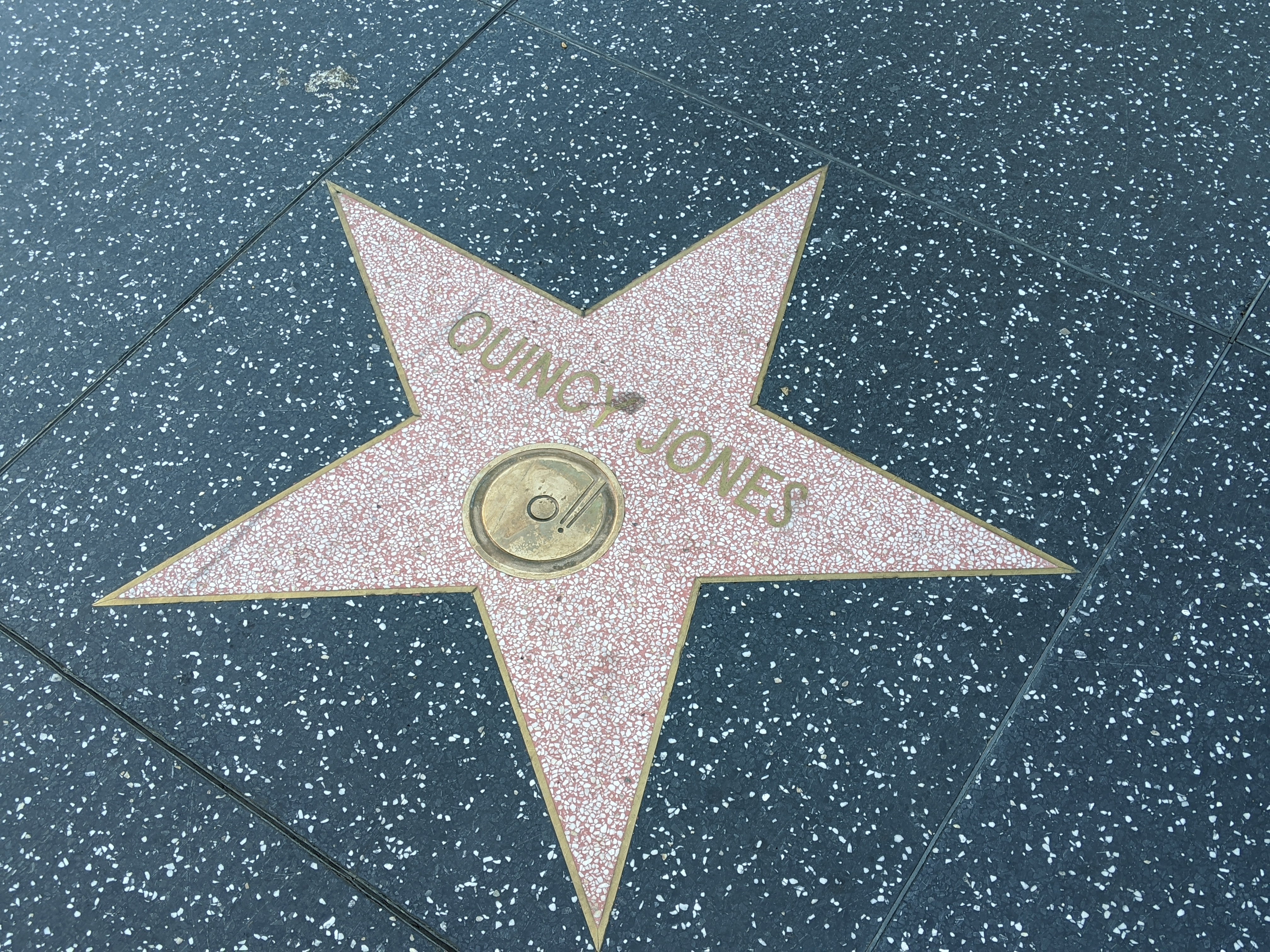
Quincy-Jones-Stern auf dem Hollywood Walk of Fame

Für seine musikalische Arbeit wurde Jones 80 Mal für einen Grammy nominiert und 28 Mal mit dem Preis ausgezeichnet. Als Filmkomponist wurde Jones siebenmal für einen Oscar nominiert, ohne ihn zunächst zu gewinnen; 1995 erhielt er einen Ehrenoscar, den Jean Hersholt Humanitarian Award und im Juni 2024 einen weiteren Ehrenoscar von der Academy of Motion Picture Arts and Sciences für sein Lebenswerk zuerkannt. Außerdem erhielt er einen Emmy für die Musik zur Fernsehserie Roots und 2016 einen Tony Award für das Revival des Musicals Die Farbe Lila.
Im späteren Verlauf seines Lebens erhielt Jones viele weitere Auszeichnungen für sein Lebenswerk. 1991 erhielt er die Ehrenrose der Rose von Montreux. 1994 wurde er zusammen mit Nikolaus Harnoncourt mit dem Polar Music Prize, der als inoffizieller Nobelpreis der Musik angesehen wird, ausgezeichnet. 2001 wählte man ihn in die American Academy of Arts and Sciences und verlieh ihm den Kennedy-Preis; 2005 erfolgte seine Aufnahme in die Dance Music Hall of Fame. 2008 erhielt Jones die Jazz Masters Fellowship der staatlichen NEA-Stiftung, die höchste Auszeichnung für Jazzmusiker in den USA.
1991 erschien der Dokumentarfilm Listen Up – Das Leben des Quincy Jones von Ellen Weissbrod. 2018 folgte eine weitere Doku, Quincy, die aus einer Zusammenarbeit von Rashida Jones und Alan Hicks entstand. Die Doku wurde mit einem Grammy ausgezeichnet.

## Diskografie
Studioalben

| Jahr | Titel Musiklabel                                            | Höchstplatzierung, Gesamtwochen, AuszeichnungChartplatzierungen (Jahr, Titel, Musiklabel, Platzierungen, Wochen, Auszeichnungen, Anmerkungen) | Höchstplatzierung, Gesamtwochen, AuszeichnungChartplatzierungen (Jahr, Titel, Musiklabel, Platzierungen, Wochen, Auszeichnungen, Anmerkungen) | Höchstplatzierung, Gesamtwochen, AuszeichnungChartplatzierungen (Jahr, Titel, Musiklabel, Platzierungen, Wochen, Auszeichnungen, Anmerkungen) | Höchstplatzierung, Gesamtwochen, AuszeichnungChartplatzierungen (Jahr, Titel, Musiklabel, Platzierungen, Wochen, Auszeichnungen, Anmerkungen) | Höchstplatzierung, Gesamtwochen, AuszeichnungChartplatzierungen (Jahr, Titel, Musiklabel, Platzierungen, Wochen, Auszeichnungen, Anmerkungen) | Höchstplatzierung, Gesamtwochen, AuszeichnungChartplatzierungen (Jahr, Titel, Musiklabel, Platzierungen, Wochen, Auszeichnungen, Anmerkungen) | Anmerkungen |
| Jahr | Titel Musiklabel                                            | DE | AT | CH | UK | US | R&B | Anmerkungen |
| ---- | ----------------------------------------------------------- | --- | --- | --- | --- | --- | --- | --- |
| 1962 | Big Band Bossa Nova Mercury 60751                           | — | — | — | — | US112 (8 Wo.)US | — | Erstveröffentlichung: 1962 |
| 1969 | Walking in Space A&M 3023                                   | — | — | — | — | US56 (39 Wo.)US | R&B6 (27 Wo.)R&B | Erstveröffentlichung: November 1969 Instrumentalalbum Grammy (Beste Jazz-Instrumentaldarbietung) Produzent: Creed Taylor                |
| 1970 | Gula Matari A&M 3030                                        | — | — | — | — | US63 (16 Wo.)US | R&B16 (15 Wo.)R&B | Erstveröffentlichung: August 1970 Instrumentalalbum Produzent: Creed Taylor                                                             |
| 1971 | Smackwater Jack A&M 3037                                    | — | — | — | — | US56 (33 Wo.)US | R&B11 (27 Wo.)R&B | Erstveröffentlichung: Oktober 1971 Instrumentalalbum Grammy (Bestes Pop-Instrumental) Produzenten: Phil Ramone, Quincy Jones, Ray Brown |
| 1973 | You’ve Got It Bad Girl A&M 3041                             | — | — | — | — | US94 (24 Wo.)US | R&B14 (26 Wo.)R&B | Erstveröffentlichung: Mai 1973 Produzenten: Quincy Jones, Ray Brown                                                                     |
| 1974 | Body Heat A&M 3617                                          | — | — | — | — | US6 Gold · (43 Wo.)US | R&B1 (40 Wo.)R&B | Erstveröffentlichung: Mai 1974 Produzenten: Quincy Jones, Ray Brown                                                                     |
| 1975 | Mellow Madness A&M 4526                                     | — | — | — | — | US16 (30 Wo.)US | R&B3 (14 Wo.)R&B | Erstveröffentlichung: August 1975 Produzent: Quincy Jones                                                                               |
| 1976 | I Heard That!! (The Musical World of Quincy Jones) A&M 3705 | — | — | — | — | US43 (15 Wo.)US | R&B16 (17 Wo.)R&B | Erstveröffentlichung: September 1976 Doppelalbum (neue Tracks / A&M-Songs seit 1969) Produzent: Quincy Jones                            |
| 1977 | Roots (The Saga of an American Family) A&M 4626             | — | — | — | — | US21 Gold · (14 Wo.)US | R&B6 (11 Wo.)R&B | Erstveröffentlichung: Februar 1977 Soundtrack der gleichnamigen Fernsehserie Produzent: Quincy Jones                                    |
| 1978 | Sounds … and Stuff Like That!! A&M 4685                     | — | — | — | — | US15 Platin · (20 Wo.)US | R&B4 (23 Wo.)R&B | Erstveröffentlichung: Juni 1978 Produzent: Quincy Jones                                                                                 |
| 1981 | The Dude A&M 3248                                           | DE54 (9 Wo.)DE | — | — | UK19 Silber · (25 Wo.)UK | US10 Platin · (80 Wo.)US | R&B3 (81 Wo.)R&B | Erstveröffentlichung: März 1981 Grammy (Beste Pop-Darbietung) Produzent: Quincy Jones                                                   |
| 1984 | L. A. Is My Lady Qwest 25145                                | — | — | — | UK41 (8 Wo.)UK | — | — | Erstveröffentlichung: August 1984 Frank Sinatra mit Quincy Jones and Orchestra Produzent: Quincy Jones                                  |
| 1985 | We Are the World Columbia 40043                             | DE8 (17 Wo.)DE | AT5 (16 Wo.)AT | CH1 (19 Wo.)CH | UK31 (5 Wo.)UK | US1 ×3Dreifachplatin · (22 Wo.)US | R&B6 (17 Wo.)R&B | Erstveröffentlichung: April 1985 mit USA for Africa Produzent: Quincy Jones                                                             |
| 1989 | Back on the Block Qwest 26020                               | DE5 (24 Wo.)DE | AT19 (6 Wo.)AT | CH21 (3 Wo.)CH | UK26 Gold · (12 Wo.)UK | US9 Platin · (40 Wo.)US | R&B1 (39 Wo.)R&B | Erstveröffentlichung: November 1989 Grammy (Album des Jahres) Produzenten: Quincy Jones, Rod Temperton                                  |
| 1995 | Q’s Jook Joint Qwest 45875                                  | — | — | — | — | US32 Platin · (38 Wo.)US | R&B6 (48 Wo.)R&B | Erstveröffentlichung: November 1995 Produzenten: Quincy Jones, QDIII, R. Kelly                                                          |
| 2010 | Q Soul Bossa Nostra Qwest 1429402                           | — | — | — | — | US86 (2 Wo.)US | R&B15 (8 Wo.)R&B | Erstveröffentlichung: 9. November 2010 Produzent: Quincy Jones                                                                          |

grau schraffiert: keine Chartdaten aus diesem Jahr verfügbar
Auswahl von Alben, die von Jones produziert wurden
- 1955 Social Call, Betty Carter
- 1959 Vaughan and Violins, Sarah Vaughan
- 1960 Under Paris Skies, Andy Williams
- 1961 Genius+Soul=Jazz, Ray Charles
- 1961 If You Go, Peggy Lee
- 1962 Blues Cross Country, Peggy Lee
- 1962 You’re Mine You, Sarah Vaughan
- 1963 Ella and Basie!, Ella Fitzgerald
- 1964 It Might as Well Be Swing, Frank Sinatra
- 1965 Our Shining Hour, Sammy Davis junior
- 1966 Sinatra at the Sands with Count Basie, Frank Sinatra
- 1970 What the World Needs Now, Merrilee Rush
- 1976 Look Out for #1, The Brothers Johnson
- 1979 Off the Wall, Michael Jackson
- 1980 Give Me The Night, George Benson
- 1981 Every Home Should Have One, Patti Austin
- 1982 Thriller, Michael Jackson
- 1982 Donna Summer, Donna Summer
- 1983 It’s Your Night, James Ingram
- 1984 L.A. Is My Lady, Frank Sinatra
- 1987 Bad, Michael Jackson
- 2012 Sounds of Space, Alfredo Rodriguez
- 2013 Diversity, Emily Bear
- 2014 The Invasion Parade, Alfredo Rodriguez
- 2014 Little Secret, Nikki Yanofsky
- 2014 Paris, Zaz
- 2015 Dedication, Justin Kauflin
- 2018 The Little Dream, Alfredo Rodríguez
- 2018 Coming Home, Justin Kauflin

## Filmmusik (Auswahl)
- 1964: Der Pfandleiher (The Pawnbroker)
- 1964: Die 27. Etage (Mirage)
- 1965: Stimme am Telefon (The Slender Thread)
- 1966: Anruf für einen Toten (The Deadly Affair)
- 1966: In der Hitze der Nacht (In the Heat of the Night)
- 1966: Nicht so schnell, mein Junge (Walk Don’t Run)
- 1967: 25 000 Dollar für einen Mann (Banning)
- 1967: Kaltblütig (In Cold Blood)
- 1967: Todestanz eines Killers (A Dandy in Aspic)
- 1969: Bob & Carol & Ted & Alice
- 1969: Charlie staubt Millionen ab (The Italian Job)
- 1969: John und Mary (John and Mary)
- 1969: Die Kaktusblüte (Cactus Flower)
- 1969: The Lost Man – Es führt kein Weg zurück (The Lost Man)
- 1969: Mackenna’s Gold
- 1969: Of Men and Demons
- 1970: Nie wieder New York (The Out-of-Towners)
- 1970: Zehn Stunden Zeit für Virgil Tibbs (They Call Me Mister Tibbs)
- 1970: Der Anderson Clan (The Anderson Tapes)
- 1971: Der Millionenraub (Dollars)
- 1971: Vier schräge Vögel (The Hot Rock)
- 1972: Getaway (The Getaway)
- 1977: Roots
- 1986: Die Farbe Lila (The Color Purple)
- 2002: Austin Powers in Goldständer (Austin Powers in Goldmember)
- 2005: Get Rich or Die Tryin’